# Oswald Leber
Oswald Leber (* um 1485 in Buchen im Odenwald; † 1530) war Pfarrer, Vertreter der radikal-reformatorischen Täuferbewegung und christlicher Kabbalist.

## Leben
Leber wurde um 1485 in Buchen im Odenwald geboren. Später studierte er in Heidelberg die artes liberales. Nach seinem Studium wurde er katholischer Pfarrer im Erzbistum Mainz. 1525 wirkte er als Pfarrer an der Kirche St. Wendlin in Herbolzheim, dessen Patronat bei Reichsritter Franz von Sickingen lag, einem frühen Förderer der Reformation. Im gleichen Jahr nahm Leber als Prediger im Bauernkrieg teil. Nach dem Zusammenbruch des Bauernaufstandes musste er um sein Leben furchten und fand Zuflucht in der jüdischen Gemeinde in Worms. Hintergrund hierfür war vermutlich sein bereits bestehendes Interesse an der Hebraistik und der Kabbalistik. Eventuell kannte er bereits Johannes Reuchlins Schrift De arte cabbalistica, also die christliche Interpretation der jüdischen Kabbalah. Leber nutzte seinen Aufenthalt in Worms nun zum Studium der hebräischen Sprache. In Worms befand sich damals eine Jeschiwa, an der bedeutende Rabbiner unterrichteten. Unter ihnen befand sich auch der bekannte Kabbalist Naphtali Hirsch Treves. Von ihm ließ er sich in die messianische Kabbalah des Jeruslamer Kabbalisten Abraham ben Eliezer ha-Levi einführen. Im Jahr 1527 stand Leber vermutlich auch in Kontakt mit der dort entstandenen Täufergemeinde, die sich unter dem Einfluss von Hans Denck und Ludwig Hätzer entwickelt hatte. In Worms übersetzen Denck und Hätzer im April 1527 und somit noch vor Luther auch die Prophetenbücher, die im Anschluss als Wormser Propheten bekannt wurden. Später übersiedelte Leber nach Straßburg, wo er 1528 u. a. auf Gall Fischer und Augustin Bader traf. Leber weihte Bader in die christliche Kabbalah und die jüdische Messianologie ein und vermittelte ihm u. a. die Berechnungen des Kabbalisten Abraham ben Eliezer ha-Levi, der das Strafgericht Gottes für Ostern 1530 erwartete. Bereits Hans Hut hatte ein Strafgericht für Pfingsten 1528 erwartet. 1528 siedelte Leber in Schönberg bei Geroldseck. Im Herbst 1529 übersiedelte Leber zu Augustin Bader nach Lautern bei Blaubeuren. Im Januar 1530 wurde Leber schließlich mit Bader und anderen verhaftet, gefoltert und umgebracht.